# Belgachhi
Belgachhi – gaun wikas samiti w środkowej części Nepalu w strefie Dźanakpur w dystrykcie Mahottari. Według nepalskiego spisu powszechnego z 2001 roku liczył on 975 gospodarstw domowych i 5542 mieszkańców (2691 kobiet i 2851 mężczyzn).